# Восточная Галиция

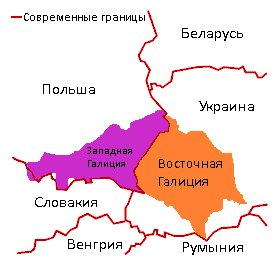
Галичина и её разделение на Восточную и Западную Галицию в XX веке.

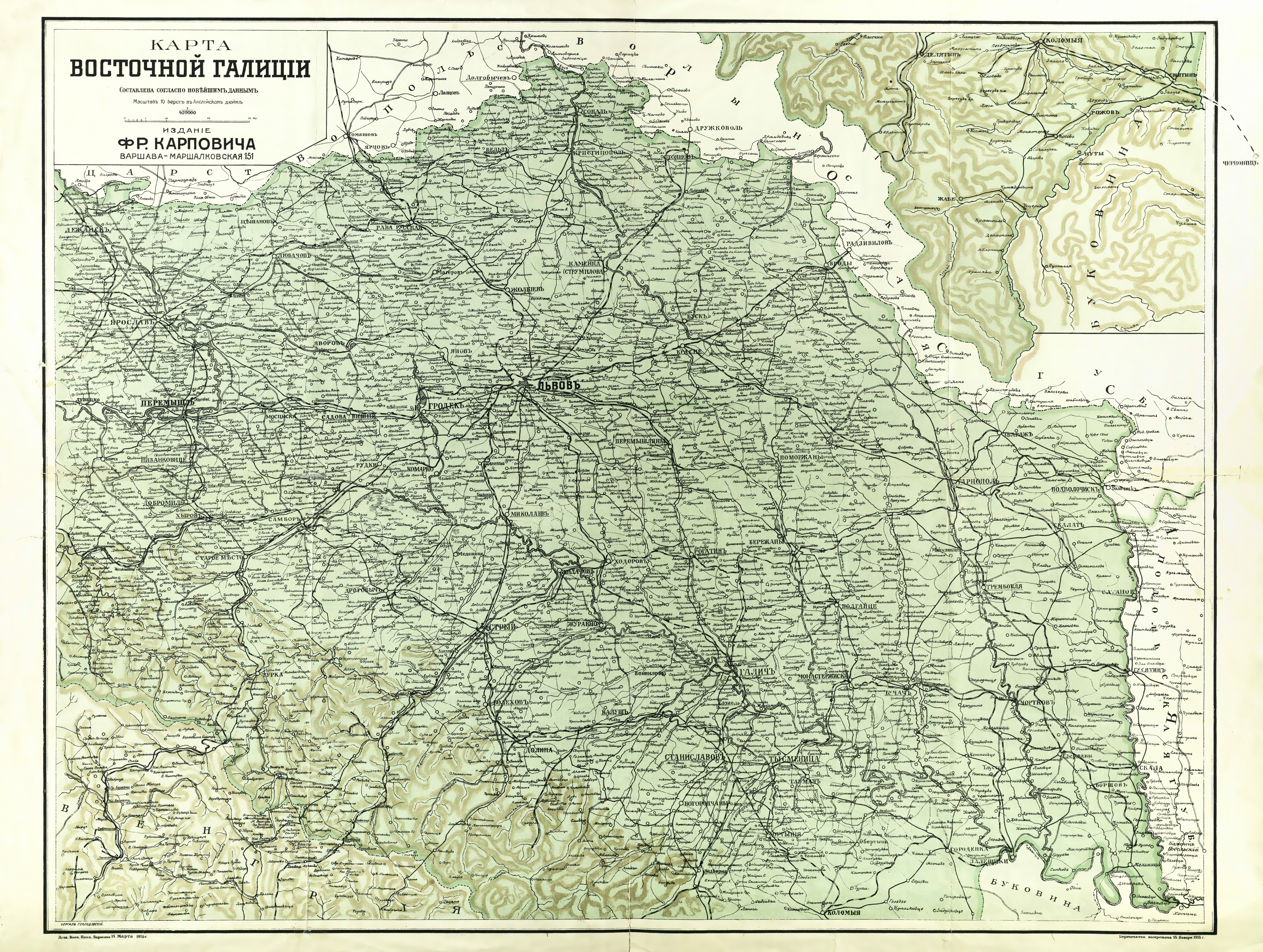
Карта Восточной Галиции 1915 года.

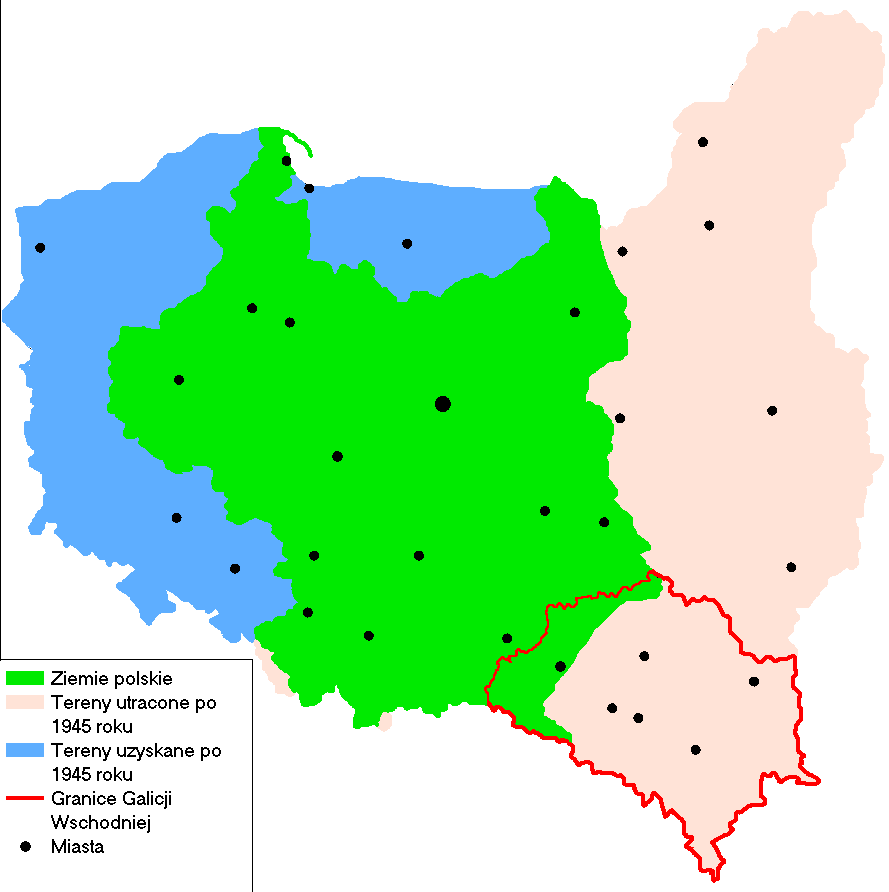
Расположение Восточной Галиции на карте Второй Речи Посполитой. Розовым цветом обозначена часть отошедшая после 1945 года в УССР, зелёный в Польшу.

Восточная Галиция (укр. Східна Галичина, пол. Galicja Wschodnia) — исторически географическая область на Западной Украине.

## История
Современные границы Галиции были сформированы во время пребывания края в составе Австрийской империи в течение 1772—1918 годов. Восточная Галиция сегодня занимает современные Львовскую и Ивано-Франковскую области Украины, а также Тернопольскую область без её северной полосы с районами Кременецким, Шумским, Лановецкого и северной частью Збаражчины. Территория Восточной Галиции составляет около 46,8 тысяч км².
В до-киевские времена здесь жили восточнославянские племена дулебов и белых хорватов.
В XII веке на этой территории образовались Галицкое, Звенигородское, Перемышльское и Теребовльское княжества. В XIII веке они были объединены в единое Галицко-Волынское княжество.
Во второй половине XIV века Галичина вошла в состав Королевства Польского и была разделена на земле — Галицкую, Львовскую, Перемышльскую, Саноцкая, Холмскую и Белзькую. В середине XV века первые четыре земли были объединены в Русское воеводство с административным центром во Львове.
В 1772 году, после первого раздела Польши Восточная Галиция оказалась в составе Австрийской империи.
В 1918 году, после распада Австро-Венгрии на территории Восточной Галиции была создана Западно-Украинская Народная Республика (ЗУНР). См. также Варшавский договор (1920).
После завершения советско-польской войны, по условиям Рижского договора между Польшей и РСФСР Восточная Галиция вошла в состав Польши.
В 1939 году согласно пакту Молотова — Риббентропа Восточная Галиция была аннексирована СССР и включена им в состав УССР (см. присоединение Западной Украины и Западной Белоруссии к СССР). В 1941 году, после германского вторжения в СССР, регион был включён Германией в состав дистрикта Галиция (Генерал-губернаторство). В 1944 году советские войска вытеснили Германию с территории УССР, в 1945 году был подписан советско-польский договор о государственной границе, который в основном подтвердил присоединение Западной Украины и Западной Белоруссии к СССР.
После распада Союза ССР в 1991 году Восточная Галиция, как и остальная территория УССР, осталась за независимой Украиной.